# Anapoma mvakoumelensis
Anapoma mvakoumelensis är en fjärilsart som beskrevs av François Louis Nompar de Caumont de Laporte 1973. Anapoma mvakoumelensis ingår i släktet Anapoma och familjen nattflyn. Inga underarter finns listade i Catalogue of Life.